# Gemini 11
Gemini 11 est la 9e mission habitée du programme Gemini et la 15e mission spatiale habitée américaine. 
La mission  est lancée le 12 septembre 1966 avec à son bord Charles Conrad, commandant de la mission, et Richard Gordon. L'objectif principal de la mission est de réaliser un rendez-vous orbital avec un étage Agena et de s'amarrer à celui-ci. La mission comprend également deux sorties extravéhiculaires, la réalisation de plusieurs manœuvres d'amarrage et la génération d'une gravité artificielle mettant en œuvre une liaison souple entre le vaisseau Gemini et le vaisseau cible Agena. Enfin l'équipage doit réaliser huit expériences scientifiques et quatre expériences technologiques. 
Une heure et demi après le lancement au cours desquelles quatre manœuvres orbitales sont effectuées, le vaisseau Gemini s'amarre à l'étage Agena (GATV-11). Les deux astronautes réalisent ensuite chacun deux manœuvres d'amarrage. Le vaisseau reste amarré durant la nuit de repos qui suit. Le lendemain Gordon entame la première sortie extravéhiculaire qui va durer 107 minutes. Au cours de celle-ci il détache une des deux extrémités d'un câble situé sur l'étage Agena et va le fixer sur le vaisseau Gemini. Toutefois le système de support de vie de sa combinaison spatiale ne parvient pas à gérer l'effort effectué par l'astronaute pour mener cette tache  à bien et la visière de son casque se couvre de buée le rendant en partie aveugle. Il doit interrompre sa sortie sans avoir réalisé la série d'opérations prévue et réintégrer prématurément le vaisseau. Après une nouvelle nuit de sommeil, la propulsion de l'étage Agena est mis à feu et le vaisseau Gemini est hissé à une altitude de 1374,1 kilomètres établissant un record d'altitude qui ne sera battu que par la mission Apollo 8 lors de son transit vers la Lune. La propulsion de l'étage Agena est remise à contribution pour abaisser l'altitude. Gordon effectue une deuxième sortie extravéhiculaire qui dure 2 heures et 8 minutes et au cours de laquelle il réalise des expériences photographiques. Le vaisseau Gemini se sépare ensuite de l'étage Agena auquel il reste relié par le câble de 30 mètres. En utilisant sa propulsion, Conrad met le vaisseau Gemini en rotation autour de l'étage Agena ce qui tend le câble tout en créant une gravité artificielle. Au bout de 3 heures le câble est largué. Une dernière manœuvre de rendez-vous orbital est réalisée par la suite avant le déclenchement automatique (calculé par l'ordinateur de bord) de la rentrée atmosphérique. Le vaisseau amerrit à 4,9 kilomètres du point visé. Au cours de la mission, d'une durée de 2 jours et 23  heures, le vaisseau boucle 44 orbites
En 2013, la capsule est exposée au California Science Center à Los Angeles, Californie, États-Unis.

## Équipages
- Pete Conrad (2)[note 1], pilote commandant de bord
- Richard Gordon (1)[note 1], pilote

Équipage de réserve
- Neil Armstrong, pilote commandant de bord
- William Anders, pilote

## Objectifs
Le programme Gemini a été lancé en 1964 afin de permettre à la NASA d'acquérir les techniques de vol spatial indispensables pour mener à bien le programme Apollo. En mars 1966, l'équipage de Gemini 8 a réussi le premier amarrage dans l'espace mais a du revenir sur Terre en catastrophe. En juin, avec Gemini 9, la sortie extravéhiculaire de Cernan a été mouvementée et les manœuvres de rendez-vous ont été limitées, aucune jonction n'ayant pu être réalisée avec la fusée-cible. En juillet, Young et Collins ont amarré Gemini 10 à la fusée Agena, qui les a propulsés à 763 kilomètres de la Terre.
Après ce succès, la NASA entend valider les techniques de rendez-vous spatial en les réalisant dès la première orbite, comme il est prévu que cela se fasse plus tard autour de la Lune. Cette contrainte laisse une fenêtre de lancement d'à peine deux secondes, là où les autres missions bénéficiaient d'une marge d'une trentaine de secondes. Après l'amarrage, Gemini 11 doit en outre se servir de la fusée Agena pour atteindre une orbite elliptique à apogée élevé, vers 1 400 km. Il est également prévu de relier les deux engins par une attache lors d'une sortie extravéhiculaire puis de les faire tourner sur eux-mêmes afin de créer une gravité artificielle, de  l'ordre de 1/1000e de la pesanteur terrestre. La mission doit enfin se clore par une rentrée atmosphérique entièrement contrôlée par l'ordinateur de bord.

## Déroulement de la mission

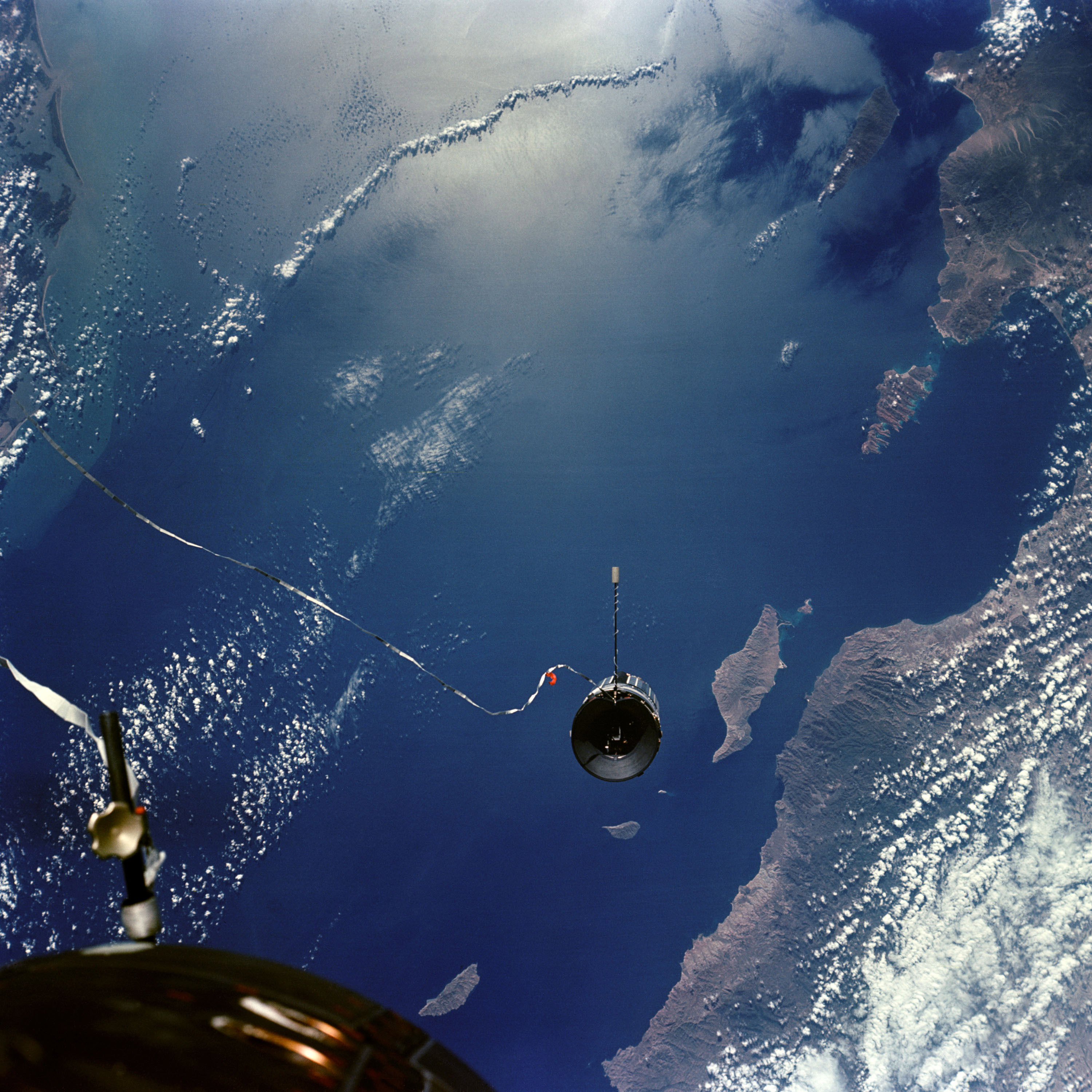
La fusée Agena reliée à Gemini 11.

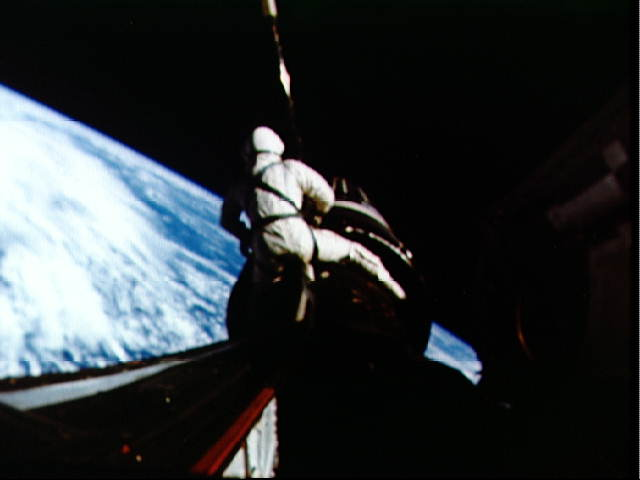
Gordon chevauchant Agena lors de sa deuxième sortie dans l'espace.

Prévu pour le 9 septembre, le lancement est reporté après la détection et la réparation d'une fuite de peroxyde d'azote sur le réservoir de la Titan II. Le 10 septembre, un nouveau report est imposé par la défaillance d'un amplificateur du système de pilotage automatique de la fusée Atlas. 
Gemini 11 est lancé le 12 septembre 1966 par une fusée Titan II, à peine une demi-seconde après le début de la fenêtre de lancement. 85 minutes après le lancement, les astronautes se trouvent sur la même orbite que sa cible Agena, lancée 90 minutes avant eux. L'amarrage est effectué dès la première orbite, en utilisant moins de carburant que prévu.
Le lendemain, la cabine est dépressurisée pour la sortie extravéhiculaire de Gordon. Pour sortir, il est d'emblée géné par son cordon ombilical. Il installe une caméra et récupère un appareil d'expérience sur les micrométéorites. Il doit ensuite détacher un bout de la longe en dacron de 30 mètres de la fusée Agena toujours arrimée et l'attacher à une barre d'amarrage de Gemini 9. Cette tâche s’avère plus difficile que prévu et, comme lors de l'EVA d'Eugene Cernan lors du vol Gemini 9A, le système de régulation de température de la combinaison de survie peine à compenser l'excès de chaleur. Après avoir réussi à attacher la longe, Gordon s'accorde un moment de repos à califourchon sur l'Agena mais il voit de moins en moins bien à cause de l'accumulation de la transpiration dans la combinaison. Pete Conrad lui ordonne alors d'écourter sa sortie qui aura finalement duré 44 minutes au lieu d'une heure et demi. L'outil de vissage et dévissage d'écrou et le pistolet propulseur n'ont donc pas pu être expérimentés.
Après une période de repos, le 14 septembre à 2:12, le moteur de l'Agena est allumé, emmenant les deux engins sur une orbite pénétrant dans la ceinture de Van Allen avec un apogée à 1 374 km. Cette altitude record pour un vol habité ne sera dépassée que par Apollo 8 (en 1968) et les missions lunaires suivantes. Après deux orbites, l'Agena est rallumée, plaçant le train spatial à une orbite quasi circulaire de 287 × 304 km. Puis Gordon débute alors sa seconde EVA, durant laquelle il se contente de prendre des photos de la voute céleste. Il reste ainsi plus de deux heures à l'extérieur, debout sur son siège, ne sortant que les épaules. Après s'être désamarré de l'Agena mais toujours relié à celle-ci par la longe de 30 mètres de long, Conrad prend les commandes de Gemini 11 et en maintenant la longe tendue, il initie au vaisseau une lente rotation autour de la fusée. Après quelques problèmes d’oscillations, il parvient à provoquer ainsi une gravité artificielle, même si elle est trop faible pour être ressentie par l'équipage. Seule la lente descente d'un crayon flottant dans la cabine témoigne de l'effet de la rotation. Trois heures plus tard, la longe est lâchée et les deux engins s'éloignent l'un de l'autre. 
Le 15 septembre, une dernière manœuvre de rendez-vous est effectuée sans le radar, qui ne fonctionne plus. La rentrée atmosphérique s'amorce, entièrement contrôlée par l'ordinateur de bord. La capsule amerrit dans l'Atlantique ouest, à moins de 5 km du point visé.

## Bilan de la mission
La mission est un succès. Ayant réussi un amarrage dès la première orbite, la NASA maîtrise à présent toutes les techniques de rendez-vous qui devront être utilisées autour de la Lune. La précision du lancement a permis d'économiser beaucoup de carburant et donc, pour la première fois, de réaliser des manœuvres de rendez-vous supplémentaires. À l'exception des missions lunaires du programme Apollo, aucune mission spatiale habitée n'a jamais égalé le record d'altitude de Gemini 11.
Les difficultés rencontrées lors des sorties extravéhiculaires de Gemini 9 à 11 ont été analysées de sorte que la NASA s'estime capable d'y remédier par la suite. Avant le vol suivant, Buzz Aldrin s'entraînera dans un bassin simulant l'apesanteur et, lors du vol, il se déplacera le long d'une rampe à laquelle il sera attaché, ce qui aidera sa progression le long de l'Agena. Il aura en effet ses deux mains libres, contrairement à Gordon qui était obligé de se maintenir manuellement au vaisseau, ce qui limitait ses réactions et le fatiguait beaucoup. Enfin, lors du programme Apollo, le problème de régulation de la température des combinaisons sera réglé par un système de refroidissement liquide et non plus de refroidissement par air.